# José Antonio Yglesias Arreola
José Antonio Yglesias Arreola es un político mexicano, miembro del Partido Revolucionario Institucional (PRI) nacido el 28 de junio de 1957 en la Ciudad de Oaxaca de Juárez, Oaxaca, ha ocupado diversos cargos en gobierno y puestos de elección popular, actualmente es diputado federal en la LXI legislatura del Congreso de la Unión de México Representado al 11 Distrito Federal Electoral de Oaxaca con sede en la Ciudad de Santiago Pinotepa Nacional en la Región Costa del Estado de Oaxaca y es Secretario de la Comisión Permanente de Salud, su suplente es la Lic. Zory Maristel Ziga Martínez originaria de la Ciudad de Puerto Escondido.

## Comisiones en la LXI Legislatura del Congreso de la Unión
- Secretario Salud (C. Diputados) Fecha Inicial 31/08/2009 Fecha Final 31/08/2012
- Integrante Ciencia y Tecnología (C. Diputados) Fecha Inicial 31/08/2009 Fecha Final 31/08/2012

## Trayectoria administrativa
- Jefe de servicios administrativos C. T. Lázaro Cárdenas unidades I y II, CFE.
- Asesor de la dirección del secretario del IFE.
- 1980-1982 Inspector fiscal de la SHCP.
- 1982-1993 Jefe de departamento Servicios Administrativos Zona Occidente, CFE.
- 1992-1993 Jefe de oficina de personal subestación Lázaro Cárdenas, CFE.
- 1993-1994 Jefe del departamento de análisis de la Dirección Ejecutiva de Prerrogativas, IFE.
- 1993-1994 Subdirector de análisis de la Comisión de Radiodifusión del IFE.
- 1995-1998 Secretario particular del presidente del consejo general del Instituto Estatal Electoral del Estado de Oaxaca (IEEEO).
- 1995-2001 Director general IEEEO.
- 2001-2003 Coordinador general de administración y finanzas del Instituto Estatal de Educación Pública de Oaxaca. (IEEPO).

## Trayectoria legislativa
- 2007-2009 Diputado local en la LX legislatura de Oaxaca Representando al XI Distrito Electoral local de Oaxaca con cabecera en la Ciudad de Pinotepa Nacional representando a 24 Municipios que conforman el Distrito los cuales son: 
  - Mártires de Tacubaya,
  - Pinotepa de Don Luis,
  - San Agustín Chayuco,
  - San Andrés Huaxpaltepec,
  - San Antonio Tepetlapa,
  - San José Estancia Grande,
  - San Juan Bautista Lo de Soto,
  - San Juan Cacahuatepec,
  - San Lorenzo,
  - San Miguel Tlacamama,
  - San Pedro Atoyac,
  - San Pedro Jicayan,
  - San Sebastián Ixcapa,
  - Santa Catarina Mechoacan,
  - Santa Maria Cortijos,
  - Santiago Ixtayutla,
  - Santiago Jamiltepec,
  - Santiago Llano Grande,
  - Santiago Pinotepa Nacional,
  - Santiago Tapextla,
  - Santiago Tetepec,
  - Santo Domingo Armenta.

Ocupando los siguientes cargos en la legislatura local del Estado 
- Presidente de la Comisión Permanente de Educación Pública.
- Integrante de las comisiones de Pesca, Obras Públicas, y Seguridad Pública.

## Trayectoria política
- Consejero político estatal del PRI.
- Secretario de los diputados locales de la CNOP del PRI.
- 2005-2007 Presidente municipal de Santiago Jamiltepec, Oaxaca.

## Trayectoria académica
- Licenciatura en Derecho (trunca).

## Trayectoria empresarial
- Empresario agricultor y ganadero.